# (100393) 1995 WZ30
(100393) 1995 WZ30 es un asteroide perteneciente al cinturón de asteroides, descubierto el 19 de noviembre de 1995 por el equipo del Spacewatch desde el Observatorio Nacional de Kitt Peak, Arizona, Estados Unidos.

## Designación y nombre
Designado provisionalmente como 1995 WZ30.

## Características orbitales
1995 WZ30 está situado a una distancia media del Sol de 2,617 ua, pudiendo alejarse hasta 2,969 ua y acercarse hasta 2,265 ua. Su excentricidad es 0,134 y la inclinación orbital 3,484 grados. Emplea 1546 días en completar una órbita alrededor del Sol.

## Características físicas
La magnitud absoluta de 1995 WZ30 es 16,1.